# Delme (Sant Vicenç de Montalt)
Delme és una obra noucentista de Sant Vicenç de Montalt (Maresme) inclosa a l'Inventari del Patrimoni Arquitectònic de Catalunya.

## Descripció
Antic edifici de la comunitat del poble, amb planta baixa i dos pisos. Al primer pis hi ha un balcó amb barana de totxo massís i al segon hi ha cinc finestres rodones fetes també de dit material, veritable element decoratiu de la façana, així com la resta d'obertures. El coronament té ràfec.

## Història
Aquest casal, centre d'activitats locals com ara l'Orfeó que manté les tradicionals caramelles, depèn de la parròquia. També hi ha un casal dels avis, una piscina municipal i un camp de futbol, a més de clubs esportius privats.